# Hatröss
Hatröss je bio pulski thrash/death metal-sastav.

## Povijest sastava
Sastav su osnovala braća Aleksandar i Kristijan Bijažić nakon raspada njihovog prijašnjeg sastava Devastation. Ubrzo nakon osnutka, nakratko su prestali s radom zbog odsluženja vojnog roka, no sastav se ponovno okuplja te u prosincu 1991. snimaju spot za pjesmu "Bigmouth Sucks", koju su preuzali od Devastationa. Spot se prikazivao na hrvatskoj televiziji, u TV-showu Metalmania. Iduće godine snimaju svoj prvi album nazvan A Look At Tomorrow, nazvanog prema pjesmi Dischargeda. Sviraju na mnogo koncerata, te 1993. objavljuju kompilaciju istog naziva kao i prethodni album. Članovi sastava su u to vrijeme svirali i u drugim projektima, punk sastavu Antitodor i grindcore sastavu Leukkemiaa. Posljednji neimenovani demo snimaju 1996., a posljednji nastup održali su 13. svibnja 1997. u Rijeci, na istom mjestu gdje je i Devastation imao prvi nastup.

## Diskografija
- A Look At Tomorrow (1992.)
- A Look At Tomorrow (kompilacija, 1993.)
- Demo (1996.)

## Vanjske poveznice
- MySpace stranica